# Cephaloziella hampeana
Cephaloziella hampeana là một loài rêu tản trong họ Cephaloziellaceae. Loài này được (Nees) Schiffner ex Loeske miêu tả khoa học lần đầu tiên năm 1903.